# امپراتوری اول فرانسه
امپراتوری یکم فرانسه یا امپراتوری فرانسه یا امپراتوری ناپُلِئون دوره‌ای از تاریخ را در بر می‌گیرد که در آن ناپلئون بناپارت توانست افزون بر فرانسه بر بخش بزرگی از اروپا چیره گردد. این امپراتوری به سال‌های ۱۸۰۴ تا ۱۸۱۴ میلادی، دورهٔ کنسول‌های فرانسه و بازگشت بوربون‌ها و همچنین صد روزی را که در سال ۱۸۱۵ ناپلئون بُناپارت کوشید تا به قدرت بازگردد را در برمی‌گیرد.
امپراتوری فرانسه در آینده به دست برادرزادهٔ ناپلئون یعنی ناپلئون سوم (۱۸۵۲–۱۸۷۰ میلادی) و با نام امپراتوری دوم فرانسه بازسازی شد.

## خاستگاه
ناپلئون به یکی از اعضای دیرکتوار به نام سیه نزدیک شد و از او خواهان پشتیبانی برای کودتا علیه رژیم فرمانروا شد. طرح این کودتا را ناپلئون، برادرش لوسین، تالیران و روژه دوکو کشیده بودند. در روز ۹ نوامبر نیروها به رهبری ناپلئون کنترل اوضاع را در دست گرفتند، مجلس را منحل کردند و در اعلامیه‌ای با نام ناپلئون، دوک و سیه خود را کنسول‌های موقت گردانندهٔ دولت خواندند. سیه چنین می‌پنداشت که ریاست دولت را در دست می‌گیرد، ولی از ناپلئون رودست خورد. ناپلئون خود را کنسول یکم خواند و نیرومندترین فرد فرانسه شد. در سال دهم قدرت فرمانروایی او چنان افزوده گشت که کنسول همیشگی فرانسه شد.
او در راه بازسازی فرانسه و محکم نمودن پایه‌های قدرتش گام برداشت و کم‌کم به سوی تشکیل امپراتوری جهت گرفت. وی اندک اندک از شور مخالفان و جمهوریخواهان با فشارهای اداری سیستماتیک، تبعید و پیگرد قانونی کاست. در ۱۸ مهٔ ۱۸۰۴ سنا به او لقب امپراتور داد.
ناپلئون پشتیبانی عمومی را با جذب و برانگیختن آرزوهای آن زمان مردم فرانسه به دست آورد. این آرزوها نفرت از اشراف وابسته به رژیم پیشین که از فرانسه گریخته بودند را نیز در بر می‌گرفت. همچنین نفرت از کشورهای بیگانه به ویژه بریتانیا، و علاوه‌بر آن پیگیری آرمان‌های انقلابی فرانسه از دیگر این آرزوها بودند.
ناپلئون به گونه‌ای گسترده اثرات دولت پیشین را زدود. او می‌دید که ایشان در برپایی برابری بسیار ناتوانند.

## از کنسولی تا امپراتوری
بناپارت که اکنون امپراتور شده بود از دید پیوندهای خویشاوندی، سنجش‌پذیر با هیچ‌کدام از فرمانروایان آن زمان اروپا نبود. با آگاهی از اینکه ملت فرانسه پیشتر یک پادشاهی را برانداخته بودند پس توانایی براندازی یکی دیگر را نیز داشتند؛ پس ناپلئون به تبلیغ برای نظرخواهی از باور مردم دربارهٔ سیاست خارجی خود دست زد. او که ایدئولوژی ویژه‌ای نداشت، و ادعای پادشاهی مطلق نیز نمی‌کرد؛ با این همه پادشاهی مستبد بود. او را می‌توان خودکامه‌ای روشنفکر خواند که لیبرالیسم را می‌پسندید.
ناپلئون در سیاست خارجی دیدی گسترده داشت. او کوشید تا نمایی از امپراتوری روم را در میان مردم زنده کند. او همچنین کوشید تا شور ملی را در میان فرانسویان بارور سازد.
او آنگاه به نفوذ در ایتالیا پرداخت. ناپلئون می‌خواست همانند شارلمانی، پشتیبان پاپ باشد. پس از چندی زد و خورد و چسباندن دوکنشین‌های کوچک به فرانسه، در کاری بی‌باکانه به مصر رفت. آنگاه به آلمان پرداخت. این اقدامات رشک انگلستان را برمی‌انگیخت.
پس از یکسری جنگ، او با الگوی روم به تشکیل امپراتوری خویش می‌اندیشید. در این راه می‌بایست انقلاب را اصلاح کند.

## پیروزی‌های زودرس
او نخست در یک سری جنگ پراکنده در اندیشه به چنگ آوردن بازماندهٔ امپراتوری مقدس روم افتاد. بخش‌هایی از جنوب آلمان دربرگیرندهٔ باواریا، زاکسن، بادن، وورتمبرگ و هسن دارمشتات را با عنوان کنفدراسیون راین به فرانسه الحاق کرد. صلح پرسبورگ در ۲۶ دسامبر ۱۸۰۵ به امضاء رسید. از سوی دیگر او پادشاهی ایتالیا را به خاک خویش پیوند زد. او با اشغال بخش‌هایی دیگر از اروپا در بازگردانی مرزهای امپراتوری روم پرداخت.
او خویشاوندان خویش را به فرمانروایی ملت‌های اروپا گمارد. خاندان بناپارت با اشراف اروپایی آمیختند. ایشان با شاهدخت‌های با اصل و ریشه پیمان زناشویی بستند و اینچنین پادشاهی خویش را به ایشان پیوند زدند. در ۶ اوت ۱۸۰۶ او هابسبورگ‌ها را شکست داد و تنها اتریش را در دست ایشان باقی گذاشت تا دیگر نتوانند لقب امپراتوران مقدس روم را یدک بکشند. تنها پروس و آن هم با پشتیبانی ناپلئون از کنفدراسیون راین بیرون ماند.
در دومین لشکرکشی او به یِنا ارتش و سرزمین فریدریش ویلهلم سوم را نابود کرد. کشتارگاه ایلو و خونخواهی که در فریدلند در ۱۴ ژوئن ۱۸۰۷ انجام گرفت کار فریدریش را به پایان رساند و روسیه، پروس و انگلستان را ناچار ساخت تا در برابر ناپلئون و به ویژه در برابر نیروی دریایی او در یک صف بایستند.
پس از پیمان تیلسیت در ژوئیهٔ ۱۸۰۷ او کوشید اروپا را با قدرتش آشتی دهد. او سرانجام به این نتیجه رسید که نخست انگلستان را نابود کند و آنگاه به گسترش مرزهایش در ایتالیا بیندیشد. او در ۲۱ نوامبر ۱۸۰۶ در شهر برلین در اندیشه افتاد که دشمن دیرینه‌اش را با محاصرهٔ قاره‌ای از پای بیندازد. در این راستا او دستور داد تا بندرهای شمال و جنوب اروپا (دریای بالتیک و مدیترانه) را بر روی کشتی‌های انگلیسی ببندند. پیرو همین فرمان در ۱۷ دسامبر ۱۸۰۷ به فرمان او نیروی دریایی‌اش شهر کوپنهاگ را به توپ بستند.
پس از کوششی که برای گشودن پرتغال و اسپانیا انجام شد ناپلئون با تزارالکساندر یکم پادشاه روسیه پیمانی را در ارفورت امضاء کرد و از اندیشه‌هایش دربارهٔ خاور اندکی دست کشید و با سپاهش به مادرید شتافت. نبرد اسپانیا بسیاری از سربازان هواخواه ناپلئون را نابود کرد و او به ناچار سربازان مزدور را جایگزین آنان کرد؛ ولی پایدارای قهرمانانهٔ اسپانیایی‌ها بر اتریشیان هم تأثیر گذارد. در ۱۸۰۹ ناپلئون به سوی وین لشکر کشید. با افزودن بخش‌هایی از این سرزمین به فرانسه امپراتوری بسیار گسترده شد.
ناپلئون پاپ را به ساوونا تبعید کرد و سرزمینش را نیز به امپراتوری پیوند زد. اندکی پس از آن ناپلئون ناپسری‌اش اوژن دو بوهارنه را برای پادشاهی بر لهستان برگزید و او را بدان کشور روانه ساخت. میان سال‌های ۱۸۱۰ تا ۱۸۱۲ ناپلئون از همسرش ژوزفین جدا شد. اندکی پس از آن با آرشی‌دوشس ماری لوئیز اتریشی پیوند زناشویی بست. او در اوج پادشاهی اندک اندک از قدرت برادران و خویشانش که آن‌ها را برای فرمانروایی بر سرزمین‌های اروپایی گمارده بود کاست و کوشید سیاست مرکزگرایی را پی گیرد و همچنین توجه بیشتری به پسرش که به تازگی زاده شده بود بنماید. او اکنون در اوج قدرت بود.

## لغزش‌ها
ناپلئون در فرونشاندن شورش اسپانیا سستی به خرج داد و دشمن اصلی او انگلستان از این امر بسیار سود برد. انگلیسی‌ها بیکار ننشستند و به برانگیختن یاران ناپلئون و همچنین شکست‌خوردگان از سپاه او پرداختند. مردانی مانند اشتاین، هاردنبرگ وشارنهورست پنهانی با پروسی‌ها پیوند برقرار کردند. همچنین ناپلئون توان برابری با قدرت معنوی پاپ را نداشت. همچنین او با خویشانش اختلافاتی داشت. پس از این شورش‌های ملی و برخوردهای خویشاوندی ناپلئون شاهد خیانت وزیرش بود؛ تالیران نقشه‌های ناپلئون را برای مترنیخ صدراعظم اتریش آشکار کرده بود. فوشه که در ۱۸۰۹ و ۱۸۱۰ با اتریش مکاتبه داشت هنگامی که بورین به جرم اختلاس محکوم شد، هوشمندانه به سوی لوئی و انگلستان رفت. برنادوت که در کنسولی به ناپلئون یاری رسانده بود او را به گونه‌ای بازی داد تا خود بتواند به پادشاهی سوئد برسد. بسیاری برای پیروزی‌هایش پیش او چاپلوسی می‌کردند. کشور دیگر برای جان‌فشانی در راه او خسته شده بود. سربازان از جنگ نبرد استرلیتز ناخشنود بودند و برای صلح ایلو می‌گریستند. کاتولیک‌ها او را تکفیر می‌کردند و امپراتوری‌اش از ۱۸۱۱ در برابر بحران بود.
او دیگر ژنرال بناپارت در ایتالیا نبود. ناتوانی جسمانی در او نمایان می‌شد. او چاق شده و غده‌های لنفاویش بزرگ شده بودند. فروریختن ذهنش او را دچار دودلی و تردید ساخته بود. در جنگ‌های ایلو، واگرام و سرانجام نبرد واترلو شیوهٔ جنگی‌اش که تلفات بسیاری که بر پیاده‌نظام، سواره‌نظام و توپخانهٔ او وارد آورد نشان از شهوت دیوانه‌وار او به پیروزی است. سه جنگ در درازای دو سال ۱۸۱۲–۱۸۱۴ پایان داستان ناپلئون بود.

## سرانجام
در ۱۸۱۲ ناپلئون کوشید تا بر روسیه چیره شود. او پیروزی‌های درخشانی در گشودن اسمالنسک و ورود به مسکو را به دست آورد؛ ولی با پایداری بسیار روس‌ها و بدی آب و هوا روبرو شد. پس به عقب‌نشینی اندوهباری دست زد؛ ولی اکنون اروپا بر پاد او شوریده بود. او از سنگری به سنگر دیگر پس می‌نشست. سرانجام او به مرزهای سال ۱۸۰۹ بازگشت. اتریش در کنگره پراگ به ناپلئون طرح آشتی را بازنمود. اکنون دوستانش برنادوت ولیعهد کنونی سوئد و همچنین فرمانروایان بایرن و زاکسن هم بدو پشت کرده بودند. سرانجام او پذیرفت که به مرزهای سال ۱۷۹۵ بازگردد. ناپلئون کناره‌گیری کرد ولی در یک دورهٔ صد روزه به قدرت بازگشت ولی باز هم ناکام ماند و حکومت دوباره به بوربون‌ها رسید.
وی سرانجام در مهٔ ۱۸۲۱ در جزیرهٔ سنت هلن در حالی که به آن تبعید شده بود، درگذشت. جسدش پس از چندین دهه به وسیلهٔ کشتی‌ای به فرانسه بازگشت و با استقبال بی‌نظیر مردم فرانسه روبه رو شد.